# 胡若愚 (安徽)

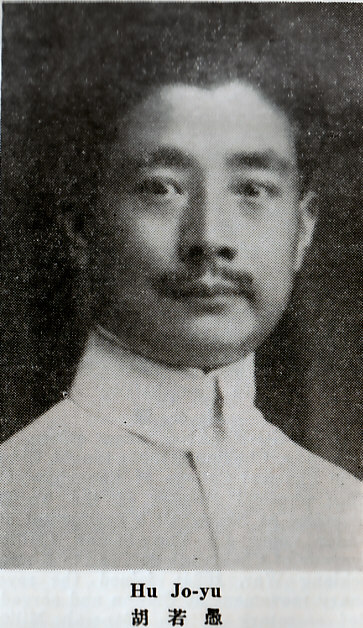

胡若愚（1895年—1962年），名言愚，字如愚，后改字若愚，以字行，安徽合肥人。中華民國政治人物。

## 生平
胡若愚生于1895年（清光绪二十一年）。畢業於国立北京大学，获法学士。他曾任张作霖镇威上将军公署顾问。后来他任张学良的副官，并和张学良结拜。
1925年，他任北洋政府善后会议张学良的代表，7月任临时参政院参政、京师税务监督。1928年6月皇姑屯事件发生后，張学良派他到南京同南京国民政府的蒋介石进行交涉。由于交涉取得好感，張于同年末进行了东北易幟。
1930年4月，他任国民政府卫生部政务次长。1930年6月，他任青岛市市长。1931年2月，他兼任北平市代理市长、国民政府实业部开滦矿务局督办。1932年1月，他辞去青岛市长職務。
此後，他闲居天津，脱离政界，成天以书法、念经、观剧度日。第二次国共内战末期，他谢绝了朋友孔祥熙赴台湾的邀请。晩年他因病长期静养。
1962年他在天津病逝。享年66岁。